# Сан-Катальдо (церковь)
Сан-Катальдо — внешне похожая на мечеть церковь в Палермо, расположенная на Пьяцца Беллини, рядом с храмом Марторана. Характерный памятник арабо-норманнской архитектуры, впитавшей в себя типичные византийские и арабские черты. 3 июля 2015 года внесена ЮНЕСКО в список объектов всемирного культурного наследия .

## История
Церковь во имя святого Катальда была основана Майо из Бари (убит в 1160 году), первым министром сицилийского короля Вильгельма I Злого. Первоначально церковь являлась домовым храмом дворца Майо и находилась во внутреннем дворе. После гибели Майо дворец (как и всё его имущество) был конфискован, а затем продан графу Сильвестро Марсико. В 1175 году сын последнего продал дворцовый комплекс королю Вильгельму II Доброму, а тот в 1182 году подарил дворец и церковь Сан-Катальдо своему любимому монастырю Монреале, ставшему архиепископством в следующем 1183 году.
Бывший дворец Майо и церковь Сан-Катальдо находились во владении архиепископов Монреале вплоть до 1787 года. В этот период церковь Сан-Катальдо стала приходской, при ней возникло небольшое кладбище. Первоначально дворец использовался как госпиталь, а затем стал резиденцией архиепископов. В 1625 и 1679 годах дворец был значительно перестроен, а его юго-восточная часть была продана в 1620 году палермскому сенату и после реконструкции превратилась в нынешнее Палаццо Преторио.

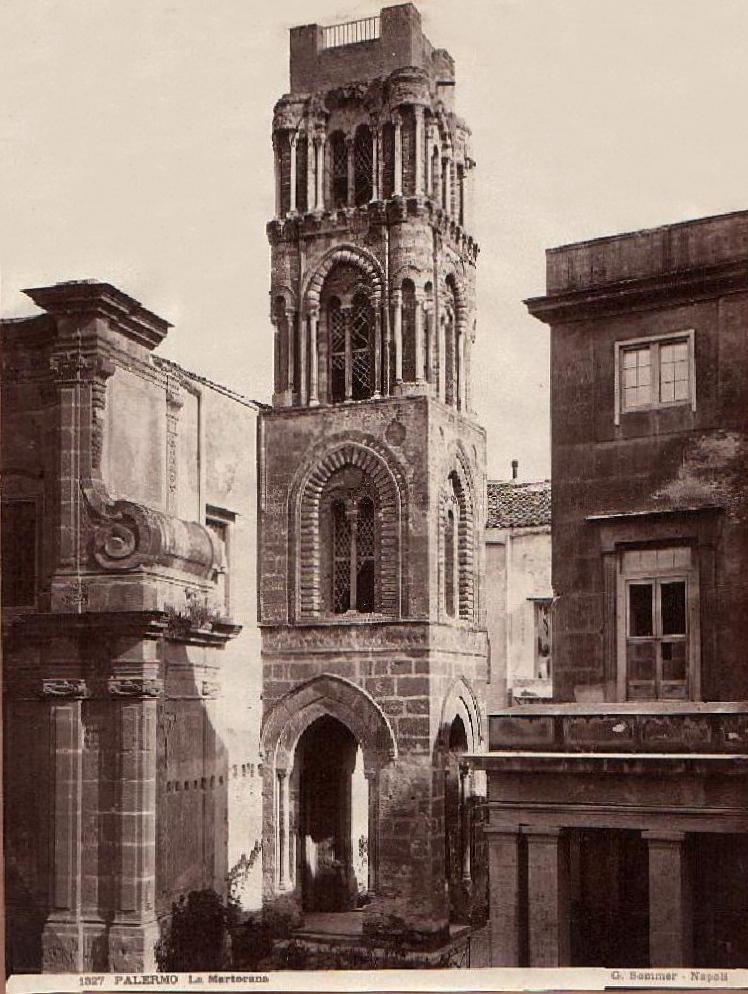
На фотографии XIX века представлены Марторана (слева), её кампанила (в центре) и ныне не существующее здание почты, закрывавшее со всех сторон церковь Сан-Катальдо

В 1787 году король Фердинанд III выкупил дворцовый комплекс у архиепископа Монреале. Церковь Сан-Катальдо была передана архиепископу Палермо, а во дворце была обустроено управление королевской почты. В конце XIX века почтовое управление было переведено в другое здание, бывший дворец Майо и архиепископов Монреале снесён, а холм, на котором он стоял, был срыт до основания, так что уровень площади Беллини был понижен до уровня виа Македа.
Помимо чисто решения вышеуказанной практической задачи, снос бывшего дворца имел целью открытие церкви Сан-Катальдо, до этого находившейся в маленьком внутреннем дворе, для публичного обозрения. В 1882 — 1885 годах церковь Сан-Катальдо подверглась капитальной реставрации под руководством Джузеппе Патриколо. При этом были удалены поздние перестройки и украшения, и церкви был возвращён первоначальный облик (XII века). В 1937 году церковь передана рыцарям Мальтийского ордена.В настоящее время Сан-Катальдо принадлежит кавалерам Ордена Гроба Господня.

## Внешний вид
Здание Сан-Катальдо представляет собой почти правильный параллелепипед, на который водружён ещё параллелепипед меньшего размера, украшенный тремя полусферическими куполами. Эта церковь не похожа ни на один памятник в Палермо, но в Апулии и Северной Африке (Тунис и Ливия) имеется большое количество церквей и мечетей, схожих в архитектурном отношении с Сан-Катальдо; несколько похожих церквей сохранились в островной Греции и на Кипре. Исследователи видят в архитектуре Сан-Катальдо и схожих с ней сооружений отчётливое арабское влияние.
Наиболее примечательно, что Сан-Катальдо схожа с церковью Всех святых (Оньисанти), находящейся в районе Бари, между Модуньо и Валенцано, откуда происходила семья Майо. Так что Сан-Катальдо отражает, по всей видимости, личные архитектурные пристрастия своего основателя.
Северный и западный фасады украшены тремя ложными арками, в верхней части арок находится по одному маленькому наборному окну. Восточный фасад церкви также украшен тремя арками, обрамляющими апсиды. Из трёх апсид только одна, центральная, выступает за контуры здания, нарушая идеальный прямоугольный план церкви. Южный фасад церкви, изначально примыкавший к ныне снесённому зданию дворца, лишён каких-либо архитектурных украшений. Парапет кровли украшен типичной арабской резьбой с геометрическим мотивом. Первоначально по парапету шла резная латинская надпись, от которой остались лишь незначительные фрагменты. Предположительно надпись содержала посвящение Богородице и святому Катальду.
Церковь увенчана тремя полусферическим красными куполами, характерными для арабских мечетей. В Палермо такие купола сохранились на нескольких церквах (по одному -Марторана, Сан-Антонио-Абате; пять — Сан-Джованни-дельи-Эремити). Отличительной особенностью Сан-Катальдо является расположение куполов вдоль оси главного нефа.

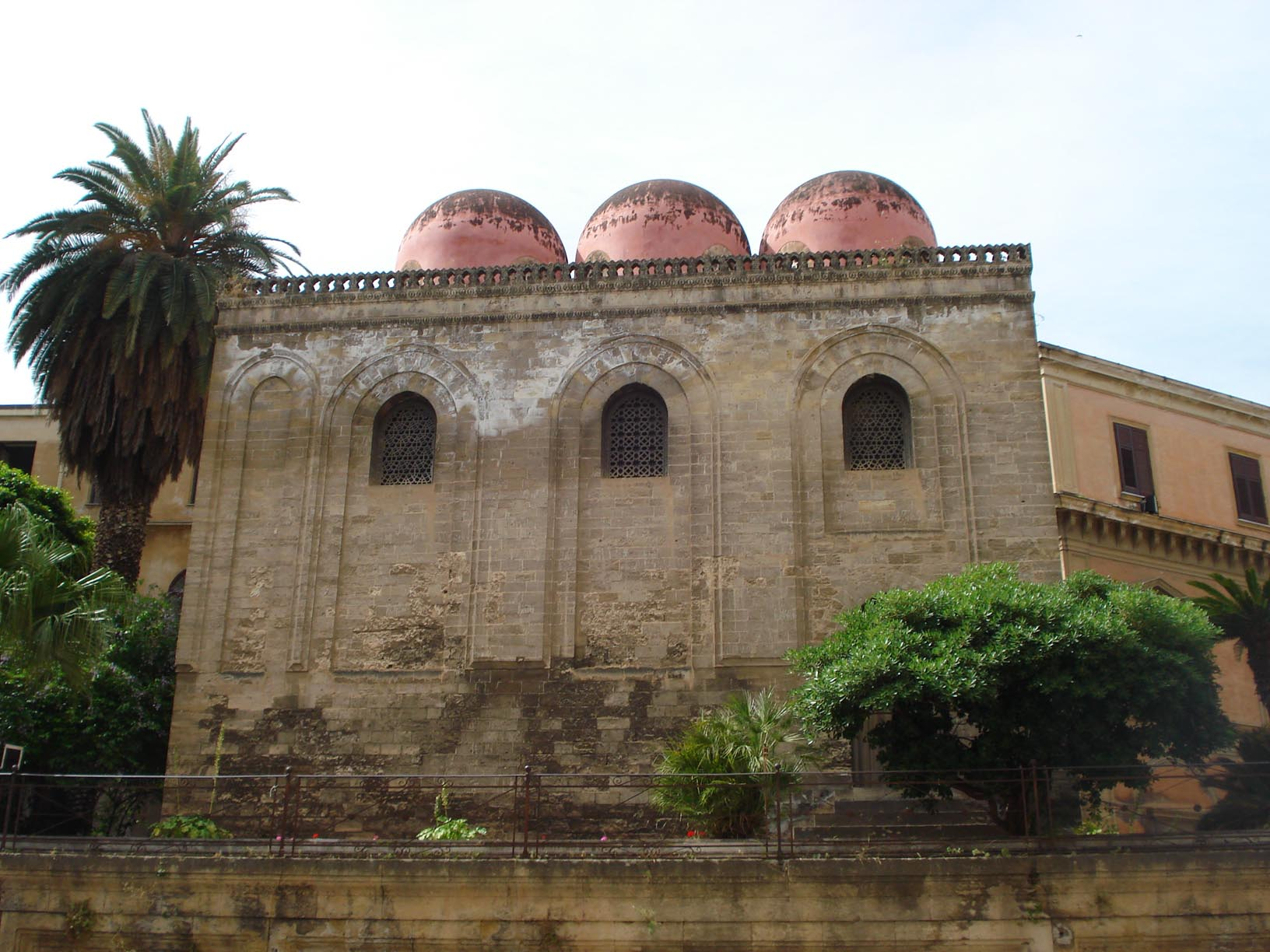
Северный фасад
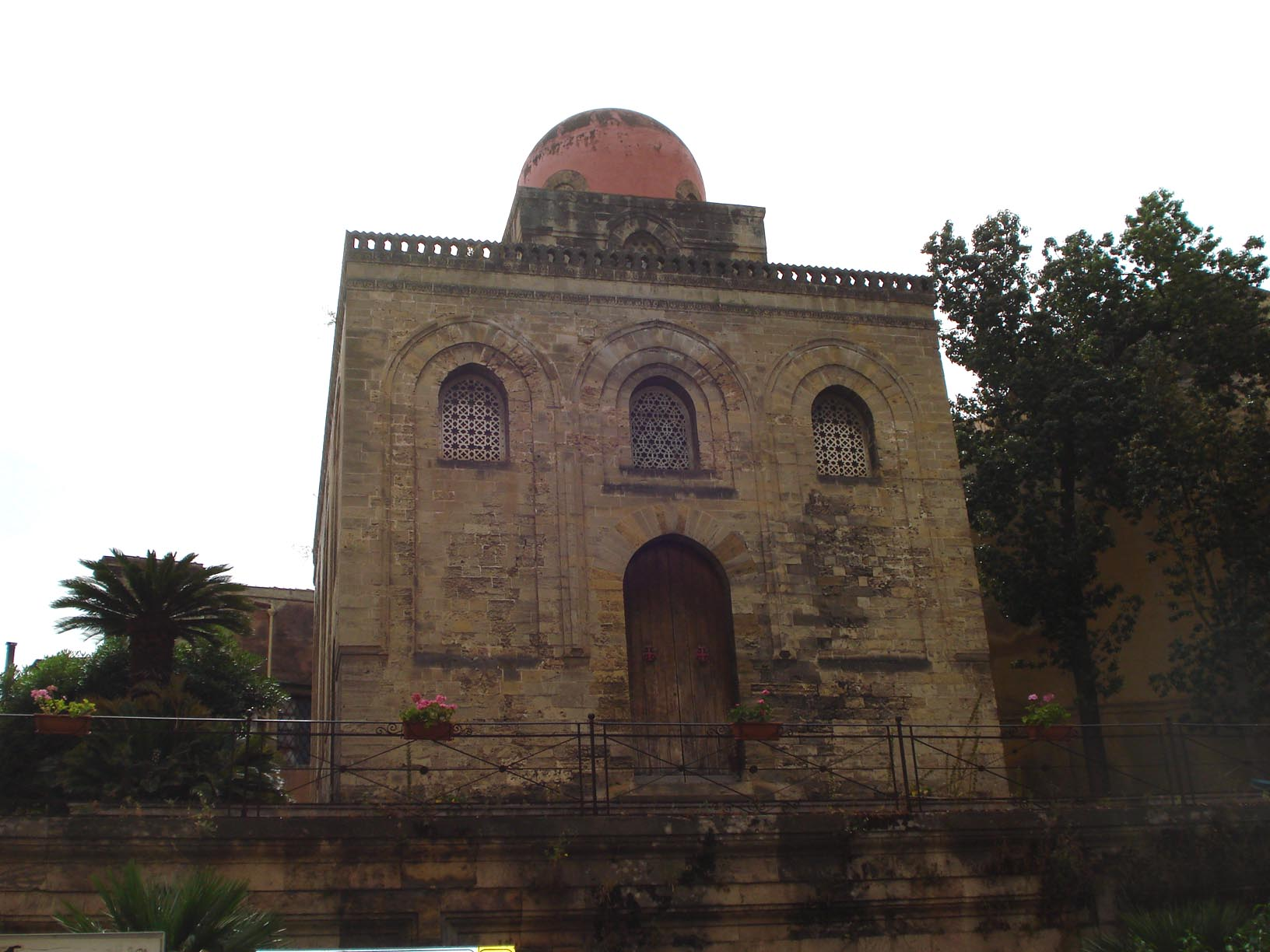
Западный фасад
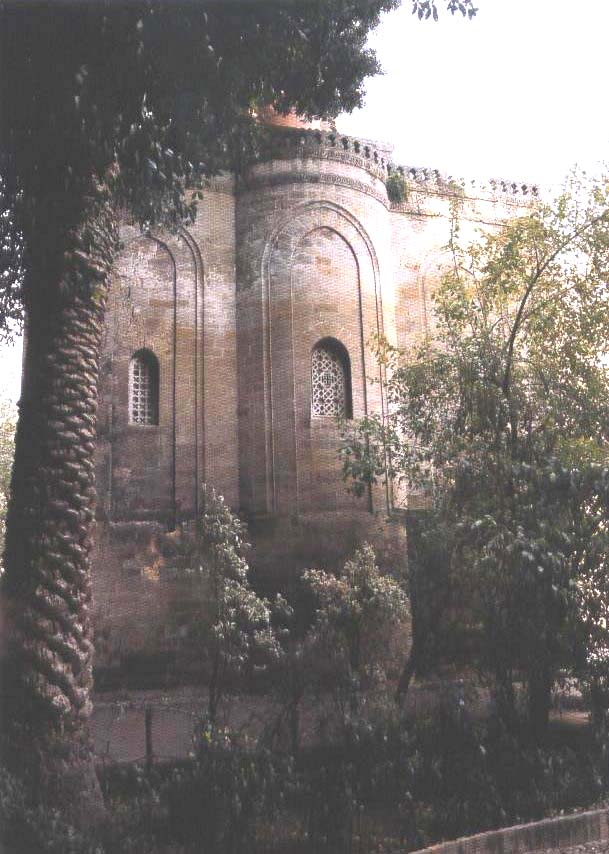
Восточный фасад

## Интерьер

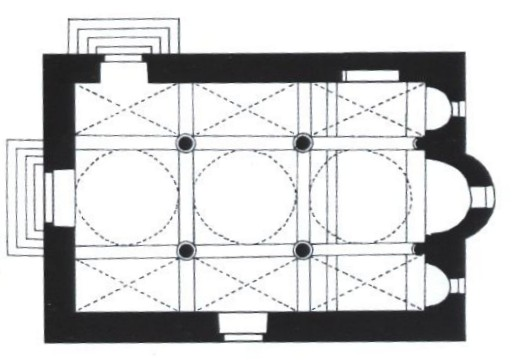
План Сан-Катальдо

Сан-Катальдо представляет собой трёхнефную церковь. Разделение объёма на нефы осуществлено с помощью четырёх коринфских колонн, взятых из более ранних построек; ещё две колонны ограничивают пространство главной апсиды. На колонны опираются типично арабские арки. Изначальное размещение церкви в маленьком внутреннем дворе заставило строителей поднять стены на максимально возможную высоту, чтобы купола храма были всё же выше окружающих строений. Чтобы компенсировать недостаток освещения, являющийся следствием размещения церкви во внутреннем дворе, архитекторы осветили объём храма 32 окнами, расположенными преимущественно в верхней части здания.
Главный неф накрыт протяжённым (на всю длину нефа) барабаном в форме параллелепипеда, на котором основаны три купола. Боковые нефы перекрыты крестовыми сводами. На внутренних стенах Сан-Катальдо исследователи не обнаружили никаких следов мозаик или фресок, что заставило предположить изначальное отсутствие этих украшений в интерьере. Вероятно, стены были изначально покрыты белой штукатуркой. От XII века сохранились главный алтарь и инкрустированный пол.
Ещё одной деталью, сохранившейся с XII века, является настенная плита с эпитафией в честь Матильды, дочери графа Сильвестро Марсико. В оригинале она представляет собой латинское стихотворение: «Матильда, дочь графа Сильвестро, родилась во вторник и во вторник умерла, прожила девять месяцев, отдала душу небу, а тело — земле, почивает здесь с 1161 года» Дату на плите (1161 год) исследователи называют датой окончания строительства церкви.

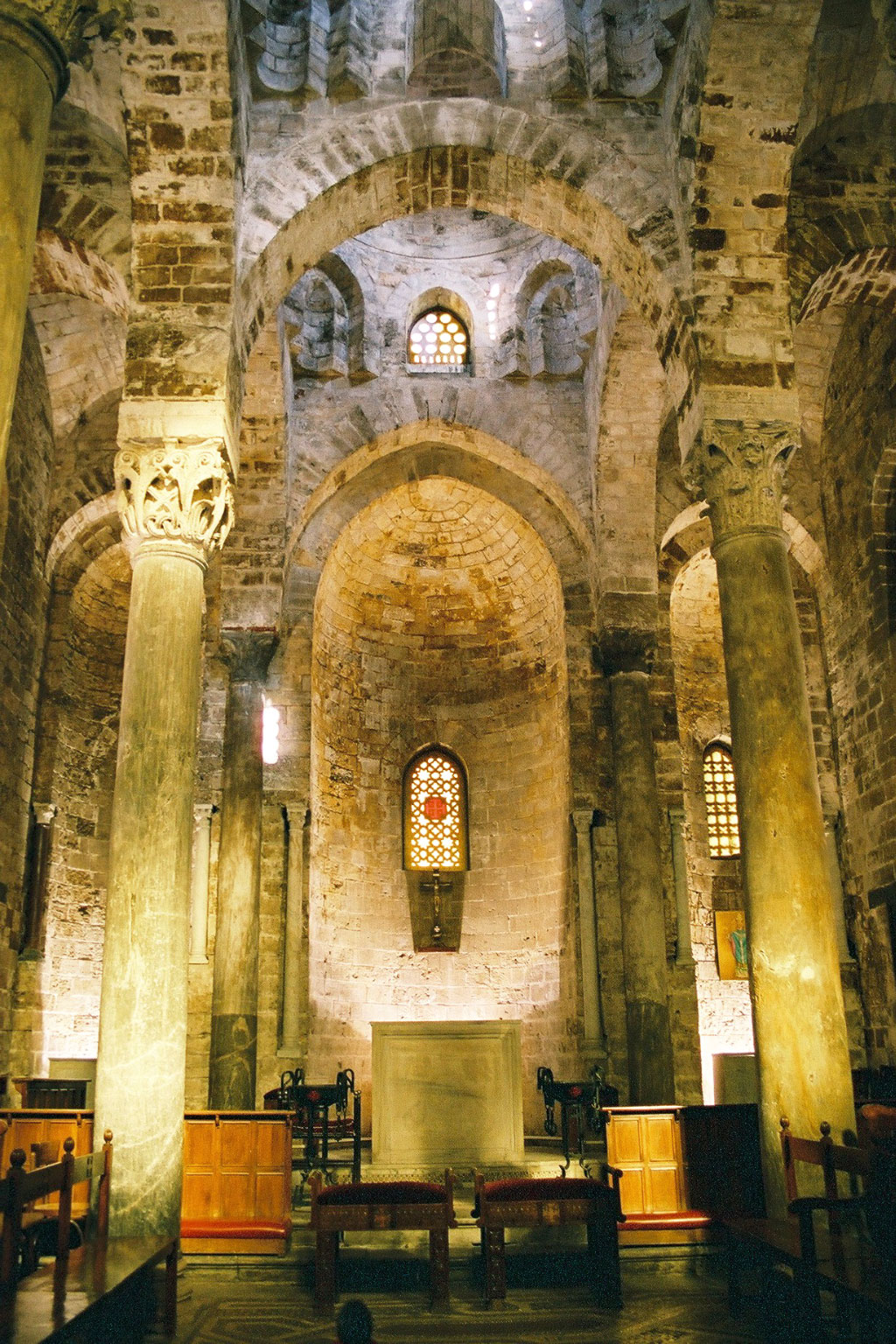
Главные неф и апсида
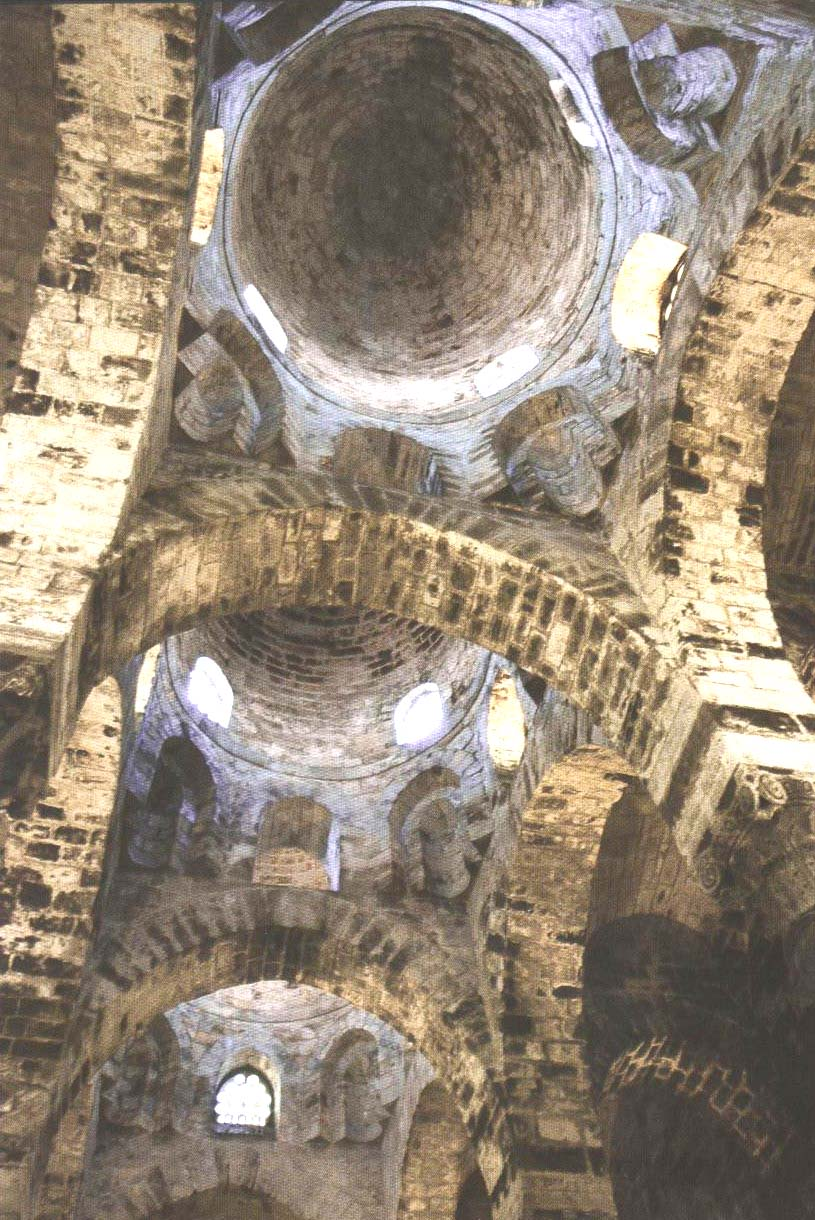
Купола главного нефа — вид снизу